# IC 4879
IC 4879 ist eine Spiralgalaxie vom Hubble-Typ S im Sternbild Teleskopium am Südsternhimmel. Sie ist schätzungsweise 235 Millionen Lichtjahre von der Milchstraße entfernt und hat einen Durchmesser von etwa 65.000 Lichtjahren.

Im selben Himmelsareal befinden sich u. a. die Galaxien IC 4875, IC 4876, IC 4877.
Das Objekt wurde am 31. August 1904 von Royal Harwood Frost entdeckt.